# Rally-VM 2001
Rally-VM 2001 kördes över 14 deltävlingar och vanns av Richard Burns, Storbritannien. Året var stenhårt och det var 8 poäng mellan ettan och femman, på grund av många misstag och tekniska haverier.

## Delsegrare
| Rally               | Vinnare         | Bilmärke   |
| ------------------- | --------------- | ---------- |
| Monte Carlo-rallyt  | Tommi Mäkinen   | Mitsubishi |
| Svenska rallyt      | Harri Rovanperä | Peugeot    |
| Portugisiska rallyt | Tommi Mäkinen   | Mitsubishi |
| Katalanska rallyt   | Didier Auriol   | Peugeot    |
| Argentinska rallyt  | Colin McRae     | Ford       |
| Cypriotiska rallyt  | Colin McRae     | Ford       |
| Akropolisrallyt     | Colin McRae     | Ford       |
| Safarirallyt        | Tommi Mäkinen   | Mitsubishi |
| Finska rallyt       | Marcus Grönholm | Peugeot    |
| Nyzeeländska rallyt | Richard Burns   | Subaru     |
| Sanremorallyt       | Gilles Panizzi  | Peugeot    |
| Korsikanska rallyt  | Jesús Puras     | Citroën    |
| Australienrallyt    | Marcus Grönholm | Peugeot    |
| Brittiska rallyt    | Marcus Grönholm | Peugeot    |

## Slutställning
| Placering | Förare          | Bilmärke   | Poäng |
| --------- | --------------- | ---------- | ----- |
| 1         | Richard Burns   | Subaru     | 44    |
| 2         | Colin McRae     | Ford       | 42    |
| 3         | Tommi Mäkinen   | Mitsubishi | 41    |
| 4         | Marcus Grönholm | Peugeot    | 36    |
| 5         | Harri Rovanperä | Peugeot    | 36    |
| 6         | Carlos Sainz    | Ford       | 33    |
| 7         | Didier Auriol   | Peugeot    | 23    |
| 8         | Gilles Panizzi  | Peugeot    | 22    |